# Danh sách xưởng phim hoạt hình Nhật Bản
Đây là danh sách xưởng phim hoạt hình Nhật Bản.

## #
- 8-Bit (株式会社エイトビット?)

## A
- A-1 Pictures (株式会社A-１Pictures?)
- A・C・G・T (エー・シー・ジー・ティー?)
- A.P.P.P. (Another Push Pin Planning) (アナザープッシュピン・プランニング?)
- Actas (株式会社アクタス?)
- Ajia-do Animation Works (株式会社亜細亜堂?)
- Anime International Company (AIC) (株式会社アニメ・インターナショナルカンパニ?)
- Arms Corporation (有限会社アームス?)
- Artland (株式会社アートランド?)
- Asahi Production (旭プロダクション?)
- Asread (アスリード?)

## B
- BEE TRAIN Production (ビィートレイン株式会社?)
- Bones (ボンズ)
- Brain's･Base (ブレインズ・ベース?)
- Bridge (ブリッジ?)

## C
- C2C
- C-Station (シーステイション株式会社)
- Chaos Project (カオスプロジェクト)
- CoMix Wave Films (コミックス・ウェーブ・フィル)

## D
- Daume (童夢)
- David Production (デイヴィッドプロダクション)
- Dax International (ダックス・インターナショナル)
- Digital Frontier (デジタルフロンティア)
- Diomedéa (ディオメディア)
- DLE (株式会社ディー・エル・イー)
- Doga Kobo (動画工房)

## E
- Eiken (エイケン)

## F
- Feel (フィール)

## G
- G&G Direction
- GAINAX (ガイナックス)
- Gallop (ぎゃろっぷ)
- Gansis (ガンジス)
- GoHands (ゴーハンズ)
- Gonzo (ゴンゾ)
- Group TAC (グループ・タック)

## H
- Hal Film Maker (ハルフィルムメーカー)
- Hoods Entertainment (フッズエンタテインメント)[1]

## I
- Imagin (イマジン)

## J
- J.C.Staff (ジェー・シー・スタッフ)

## K
- Khara (株式会社カラ)
- Kinema Citrus (キネマシトラス)
- Knack Productions (ナック)
- Kyoto Animation (京都アニメーション)

## L
- Lay-duce
- Lerche (ラルケ)

## M
- Madhouse (マッドハウス)
- Magic Bus (マジックバス)
- Manglobe (マングローブ)
- MAPPA
- MOM Productions (MOMプロダクション)
- Mook Animation (ムークアニメーション)
- M.S.C (エム・エス・シー)
- Mushi Production (虫プロダクション)

## N
- Nippon Animation (日本アニメーション)
- Nomad (ノーマッド)

## O
- Office Academy (オフィス・アカデミー)
- Oh! Production (OH!プロダクション or オープロダクション)
- OLM (オー・エル・エム)
- Ordet

## P
- P.A.Works (ピーエーワークス)
- Pacific Animation Corporation
- Passione (パッショーネ)
- Pierrot (ぴえろ)
- Pierrot Plus (ぴえろプラス)
- Polygon Pictures (株式会社ポリゴン・ピクチュアズ)
- Production I.G (プロダクション・アイジー)
- Production IMS (株式会社プロダクションアイムズ)
- Production Reed (プロダクション リード)

## R
- Radix (ラディクス)

## S
- Satelight (サテライト)
- SEVEN・ARCS (セブン・アークス)
- Shaft (シャフト)
- Shin-Ei Animation (シンエイ動画)
- Shogakukan Music & Digital Entertainment (小学館ミュージック&デジタル エンタテイメント)
- Shuka (朱夏)
- SILVER LINK. (シルバーリンク)
- Studio 4°C (株式会社スタジオよんどしい)
- Studio Comet (スタジオコメット)
- Studio Deen (スタジオディーン)
- Studio Fantasia (スタジオ・ファンタジア)
- Studio Ghibli (スタジオジブリ)
- Studio Gokumi (Studio五組)
- Studio Hibari (スタジオ雲雀)
- Studio Live (スタジオ・ライブ)
- Studio Nue (スタジオぬえ)
- Studio Ponoc (スタジオポノック)
- Sunrise (サンライズ)
- SynergySP (シナジーSP)

## T
- Tatsunoko Production (竜の子プロダクション)
- Tezuka Productions (手塚プロダクション)
- TMS Entertainment (トムス・エンタテインメント)
- TNK (ティー・エヌ・ケー)
- Toei Animation (東映アニメーション)
- Top Craft (トップクラフト)
- Trans Arts (トランス・アーツ)
- Triangle Staff (トライアングルスタッフ)
- TRIGGER (トリガー)
- Tsuchida Production (土田プロダクション)
- TYO Animations (TYOアニメーションズ)

## U
- Ufotable (ユーフォーテーブル)

## V
- Vega Entertainment (ベガエンタテイメント)
- Video Tokyo Productions (ビデオ東京プロダクション)

## W
- Walt Disney Animation Japan (ウォルト ・ ディズニー ・ アニメーション日本)
- WAO World (ワオワールド)
- White Fox (ホワイトフォックス)
- Wit Studio (ウィットスタジオ)

## X
- XEBEC (ジーベック)

## Z
- ZEXCS (ゼクシズ)